# Круге
Круге су насељено мјесто у општини Доњи Лапац, источна Лика, Република Хрватска.

## Географија
Круге су удаљене око 11 км сјеверно од Доњег Лапца.

## Историја
Круге су се од распада Југославије до августа 1995. године налазиле у Републици Српској Крајини.

## Становништво
Круге су се од пописа становништва 1961. до августа 1995. налазиле у саставу некадашње општине Доњи Лапац. Према попису становништва из 2011. године, насеље Круге је имало 54 становника.
| Националност       | 1991. | 1981. | 1971. | 1961. |
| Срби               | 123   | 133   | 178   | 232   |
| Хрвати             | 2     |       |       | 45    |
| Југословени        |       | 2     |       |       |
| Македонци          |       | 1     |       |       |
| остали и непознато | 1     | 3     |       |       |
| Укупно             | 126   | 139   | 178   | 277   |

| Демографија | Демографија | Демографија |
| Година      | Становника  | Становника  |
| ----------- | ----------- | ----------- |
| 1961.       | 277         |             |
| 1971.       | 178         |             |
| 1981.       | 139         |             |
| 1991.       | 126         |             |
| 2001.       | 49          |             |
| 2011.       |             | 54          |